# Afur
Afur, también llamado Las Casas de Afur, es una entidad de población perteneciente al municipio de Santa Cruz de Tenerife situado en el macizo de Anaga, en el nordeste de la isla de Tenerife —Canarias, España—. Administrativamente pertenece al Distrito de Anaga.
Mantiene una arquitectura tradicional canaria en forma de casas-cueva y viviendas campesinas de piedra seca y techumbre de paja llamados pajares. 
Además posee una red de caminos muy frecuentada por excursionistas que comunican el caserío con las poblaciones de Taborno, Roque Negro y Taganana a través de parajes naturales de gran valor.

## Toponimia
Su nombre se debe al barranco y valle en que se ubica, siendo un término de procedencia guanche que algunos autores traducen como 'horno' o 'carbonera'.

## Características
Afur está situado en el valle homónimo de la vertiente septentrional del macizo de Anaga, a 33 kilómetros del centro de la capital municipal y a una altitud media de 366 m s. n. m. Su altura máxima se sitúa a 937,2 m s. n. m. en la elevación conocida como Cabezo de Las Vueltas.
Posee una superficie de 5,35 km² que, como el resto de poblaciones del distrito de Anaga, está compuesta casi toda por una extensa área rural y natural.
Se trata de un caserío de viviendas dispersas construidas en las laderas del valle que se puede dividir en los núcleos diferenciados de: Afur, La Parrilla, Lomo Centeno, El Frontón, Honduras, Enchirés, La Meseta y Las Piletas.
Cuenta con una plaza pública, una ermita bajo la advocación de San Pedro, una escuela reconvertida en salón social, sede de la asociación de vecinos La Cumbrecilla, aparcamientos y una pequeña cancha deportiva. También posee una limitada oferta en restaurantes.
En su paisaje sobresalen las elevaciones rocosas o roques del Tablero, Páez o Pai y Marrubial; el barranco de Afur, con curso de agua permanente y en cuya desembocadura se encuentra la playa del Tamadiste; y el sabinar de Afur, un bosque de sabina canaria —Juniperus turbinata canariensis— de los más extensos de Tenerife.

## Demografía
| Año        | 2000 | 2001 | 2002 | 2003 | 2004 | 2005 | 2006 | 2007 | 2008 | 2009 | 2010 | 2011 | 2012 | 2013 | 2014 | 2015 | 2016 |
| ---------- | ---- | ---- | ---- | ---- | ---- | ---- | ---- | ---- | ---- | ---- | ---- | ---- | ---- | ---- | ---- | ---- | ---- |
| Habitantes | 89   | 88   | 91   | 84   | 83   | 82   | 88   | 84   | 81   | 80   | 80   | 76   | 72   | 71   | 73   | 75   | 74   |

## Historia

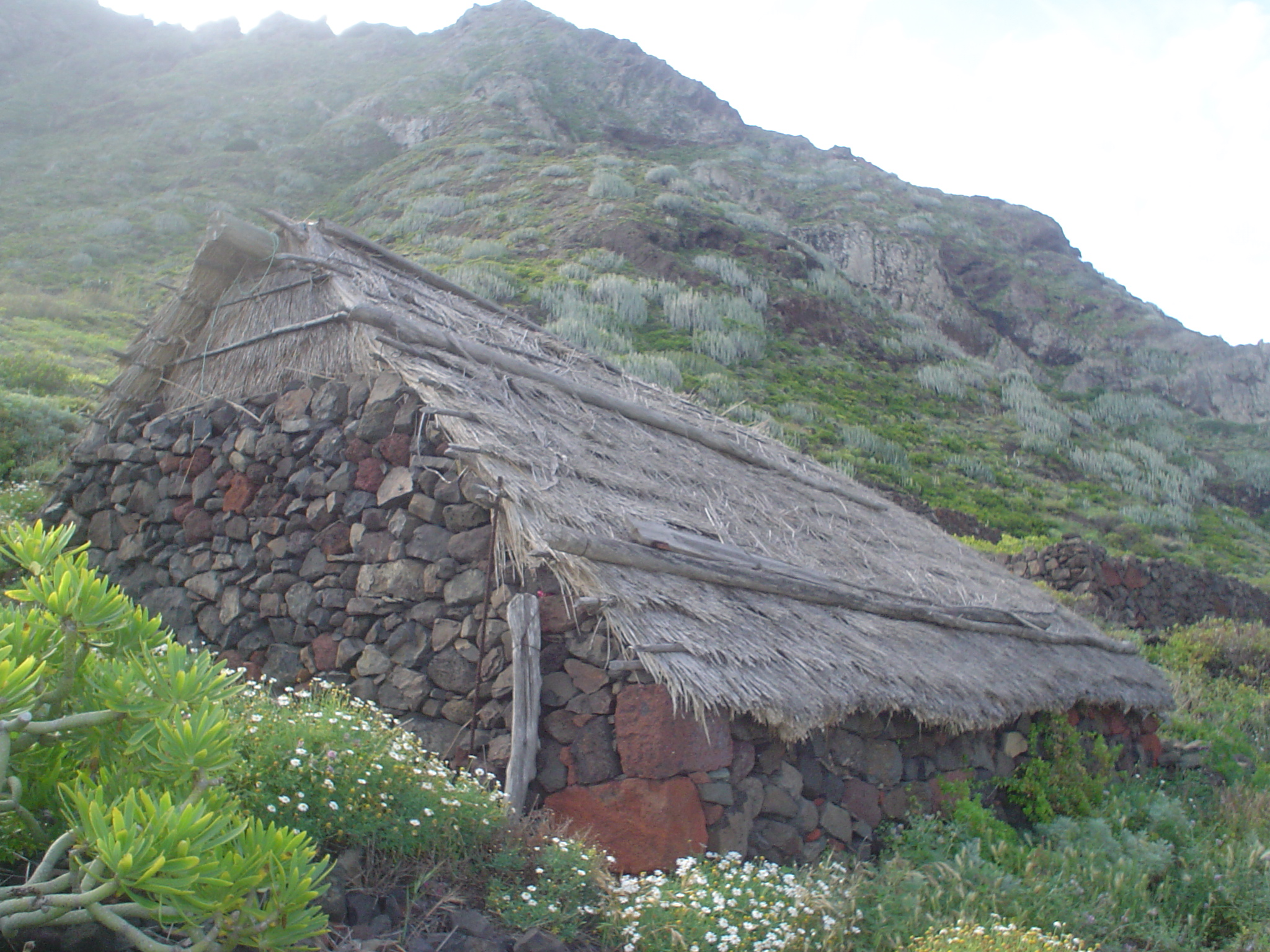
Pajar tradicional en las proximidades de la playa del Tamadiste.

El valle de Afur se encuentra poblado desde época guanche, tal y como demuestran los yacimientos arqueológicos encontrados en sus cuevas y laderas. El más destacado de los cuales es la llamada Piedra de los Guanches, un yacimiento arqueológico asociado a las prácticas de momificación de los aborígenes guanches. Este territorio pertenecía al menceyato de Anaga.
Después de la conquista de la isla en 1496 por los europeos, el conjunto del valle fue entregado por Alonso Fernández de Lugo en 1502 al conquistador Sebastián de Ocampo y a Rodrigo Mexía de Trillo, con la condición de que construyeran en el valle un ingenio azucarero. 

Do a vos Sebastián de Ocampo, conquistador que fuestes en la conquista de Tenerife, e a Rodrigo Mexía de Trillo, criados de sus altezas, 20 fanegas de tierra en el valle de Afore, que es en la isla de Tenerife, e más vos do todas cuantas aguas con las comarcas para con que reguéis lo que en ellas plantásedes... Digo con condición que hagáis un engenio en el dicho lugar e valle de Afore y si dentro de dos años no viniéredes que yo lo pueda dar a quien quisiere. 15-03-1502.
Las Datas de Tenerife (Libro primero de Datas por testimonio). Francisca Moreno Fuentes.

El ingenio nunca se hizo, y el Adelantado dio el valle al vecino de Sevilla Francisco de Espinosa en 1503. No obstante, la Corona quitó el valle a Espinosa en 1506 por no haber ido a habitar la isla, y lo entrega a Luis de Alarcón. 
Así, el valle de Afur pasó desde el principio a manos de grandes propietarios absentistas que residían en San Cristóbal de La Laguna, situación que se mantendrá hasta el siglo xix. 
Los verdaderos pobladores de este valle fueron los campesinos y medianeros que trabajaban las tierras de estos grandes propietarios, así como guanches libres.
El caserío fue, desde su origen, un pago del lugar de Taganana hasta la agregación de este último a Santa Cruz de Tenerife en 1877. Convertido ya en barrio de la capital, Afur comienza a contar con alcalde pedáneo propio desde 1930 hasta 1981.
Asimismo, perteneció en lo eclesiástico a la parroquia de Las Nieves de Taganana hasta 1967, en que queda bajo la jurisdicción de la nueva parroquia de San Blas de Roque Negro. La ermita de Afur fue bendecida en 1954, y dedicada a San Pedro Apóstol. 

El día 7 de julio de 1954 fue bendecida esta ermita de San Pedro de este pago de Afur por el Rvdo. Sr. cura párroco don Isidoro Cantero Andrada. Siendo padrinos los bienhechores de ella don Manuel Hernández Martínez y su esposa dña. Rosario Calzadilla de Hernández
Placa conmemorativa ubicada en la fachada de la ermita de Afur.

La primera escuela pública de Afur se abrió en la década de 1950, manteniéndose la enseñanza primaria hasta el año 2000 en que cierra sus puertas el colegio público Marcela Díaz Méndez.
Este caserío se mantuvo comunicado únicamente mediante caminos hasta la década de 1980, en que se abre la pista que más tarde se convierte en la carretera TF-136.
En 1994 Afur pasa a estar incluido en su totalidad en el espacio natural protegido del parque rural de Anaga, y en 2015 pasa a incluirse también en la Reserva de la Biosfera del Macizo de Anaga.

## Economía
La economía de los habitantes de Afur se basa principalmente en la agricultura, cultivándose sobre todo viñas y papas. También existe una limitada oferta en restaurantes especializados en comida canaria.

## Fiestas
Afur celebra sus fiestas patronales en honor a San Pedro Apóstol durante la segunda semana de julio, desarrollándose actos religiosos y verbenas populares.

## Comunicaciones

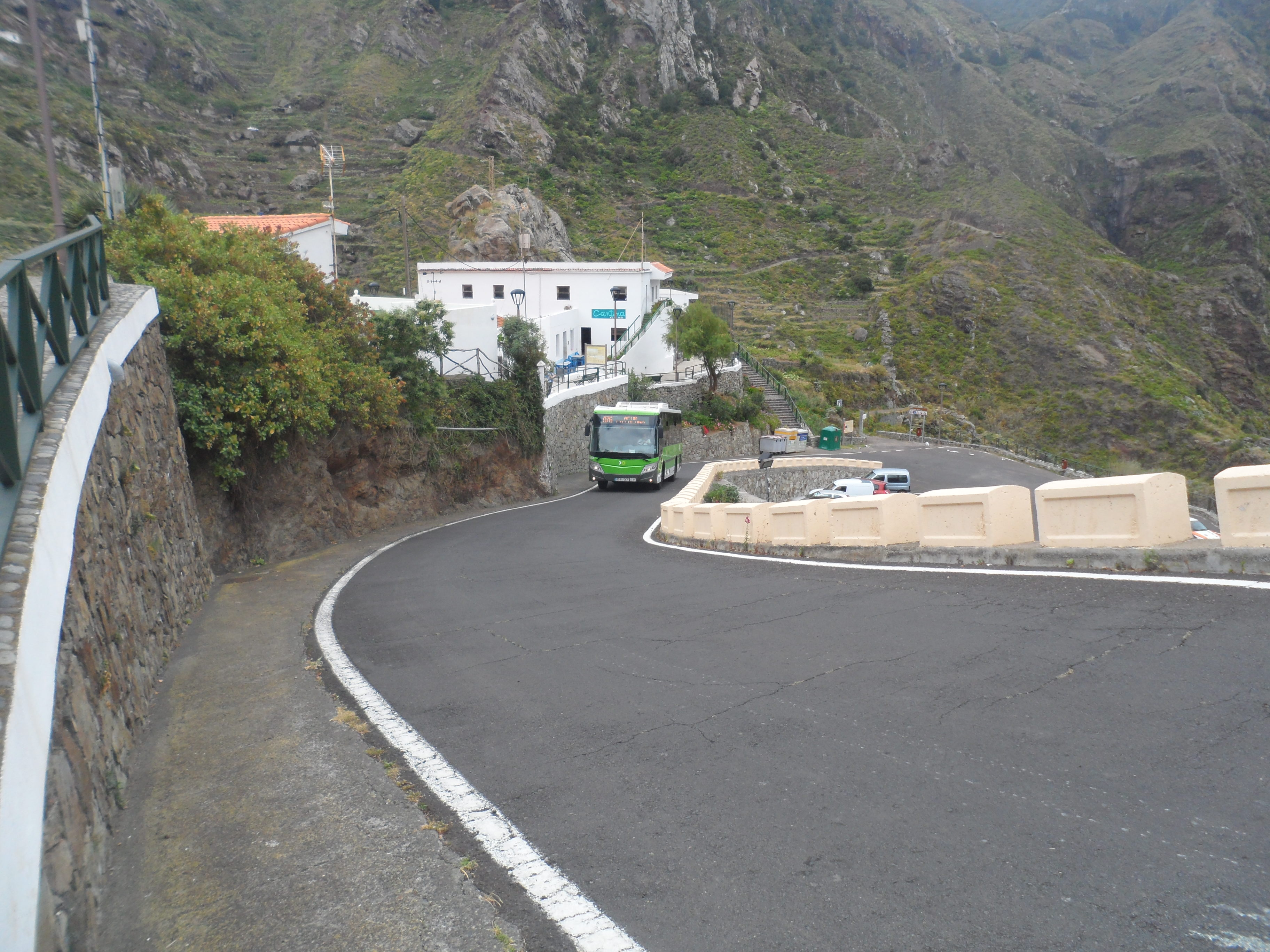
Guagua de la compañía Titsa en Afur cubriendo la ruta correspondiente a la línea 076.

Afur se encuentra comunicado con el resto de la isla por la carretera de Afur TF-136, que conduce a la carretera de El Bailadero TF-12 y desde esta a San Cristóbal de La Laguna o San Andrés.

### Transporte público
En autobús —guagua— queda conectada mediante la siguiente línea de TITSA: 
| Línea | Trayecto                            | Recorrido     |
| ----- | ----------------------------------- | ------------- |
| 076   | La Laguna - Afur (por Las Mercedes) | Horario/Línea |

### Caminos
En Afur convergen varios caminos aptos para la práctica del excursionismo, entre los que se encuentran varios de los homologados de la Red de Senderos de Tenerife:
- Sendero PR-TF 2.1 Variante El Frontón.[13]
- Sendero PR-TF 8 Circular Afur - Taganana.[14]
- Sendero PR-TF 9 Las Carboneras - Afur.[13]

## Galería

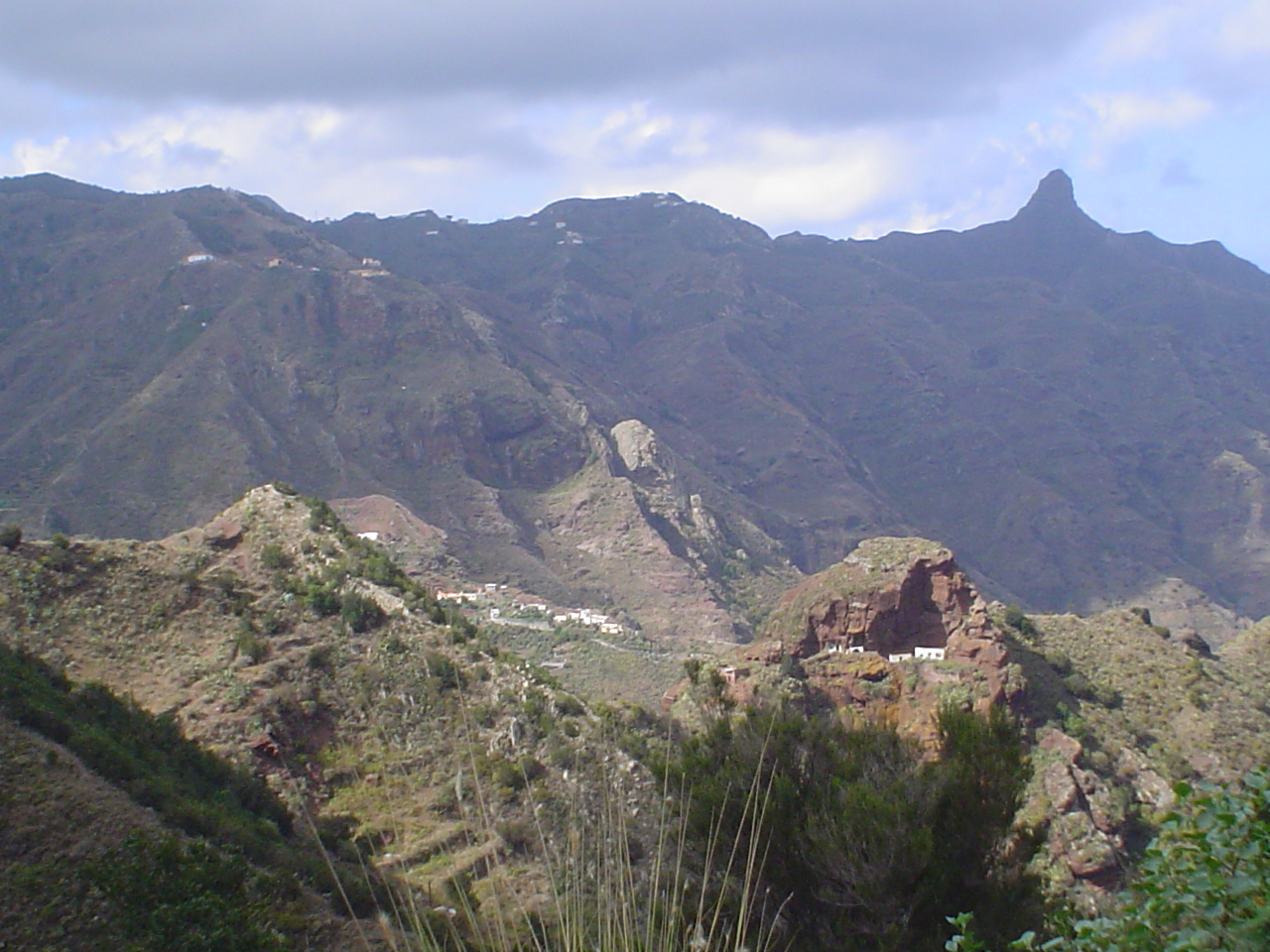
Valle de Afur.
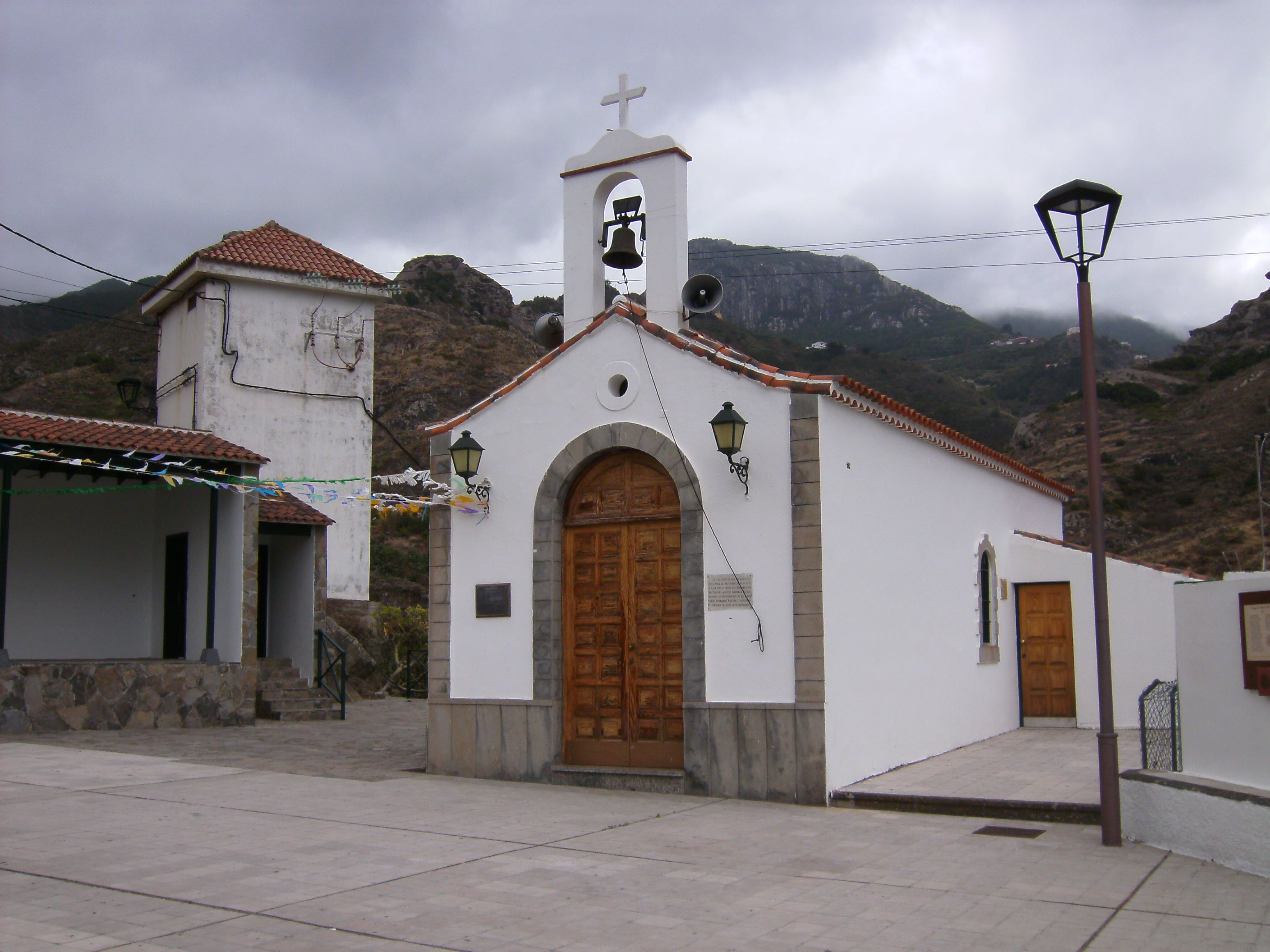
Ermita de San Pedro Apóstol.
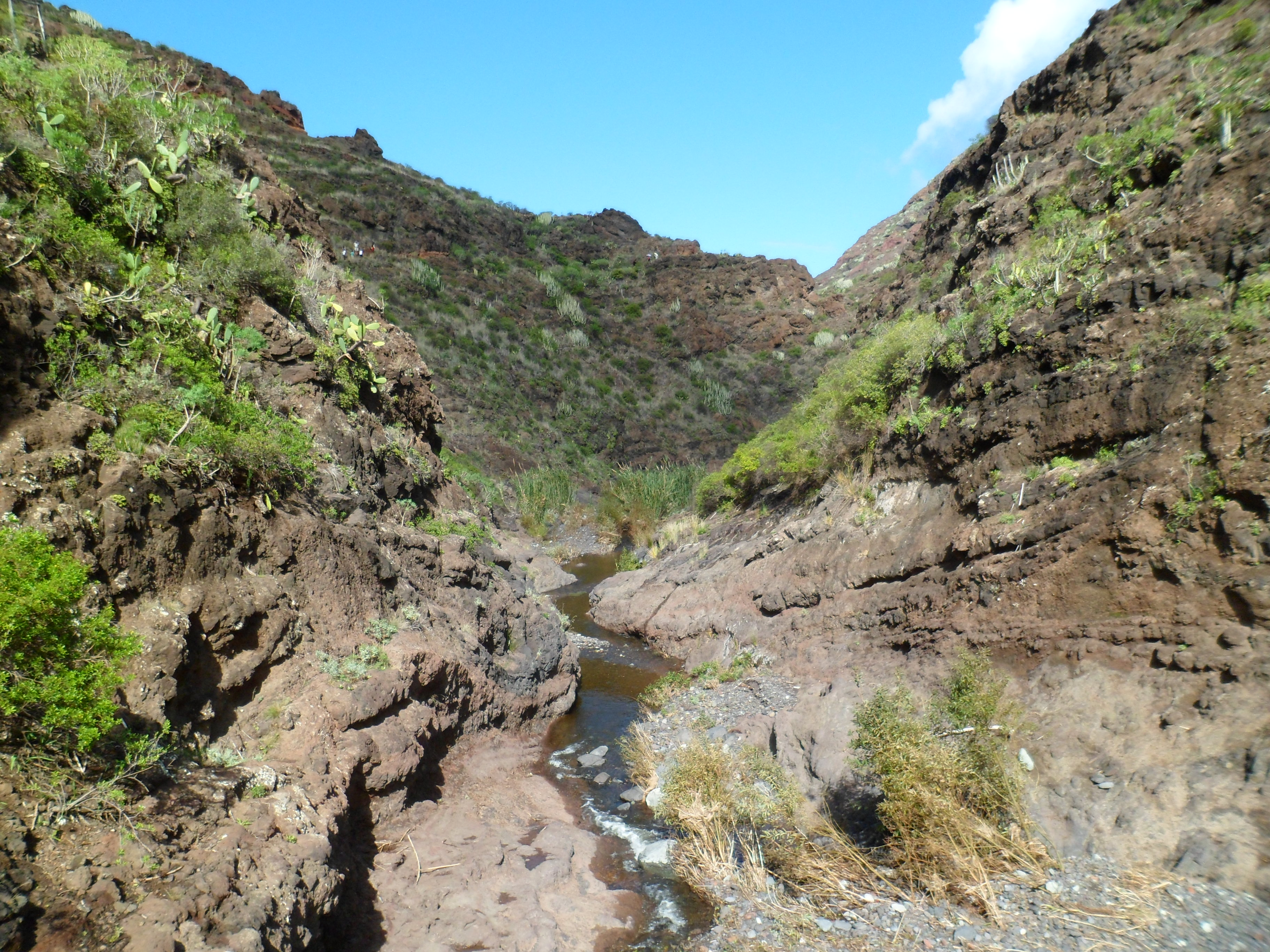
Barranco de Afur.
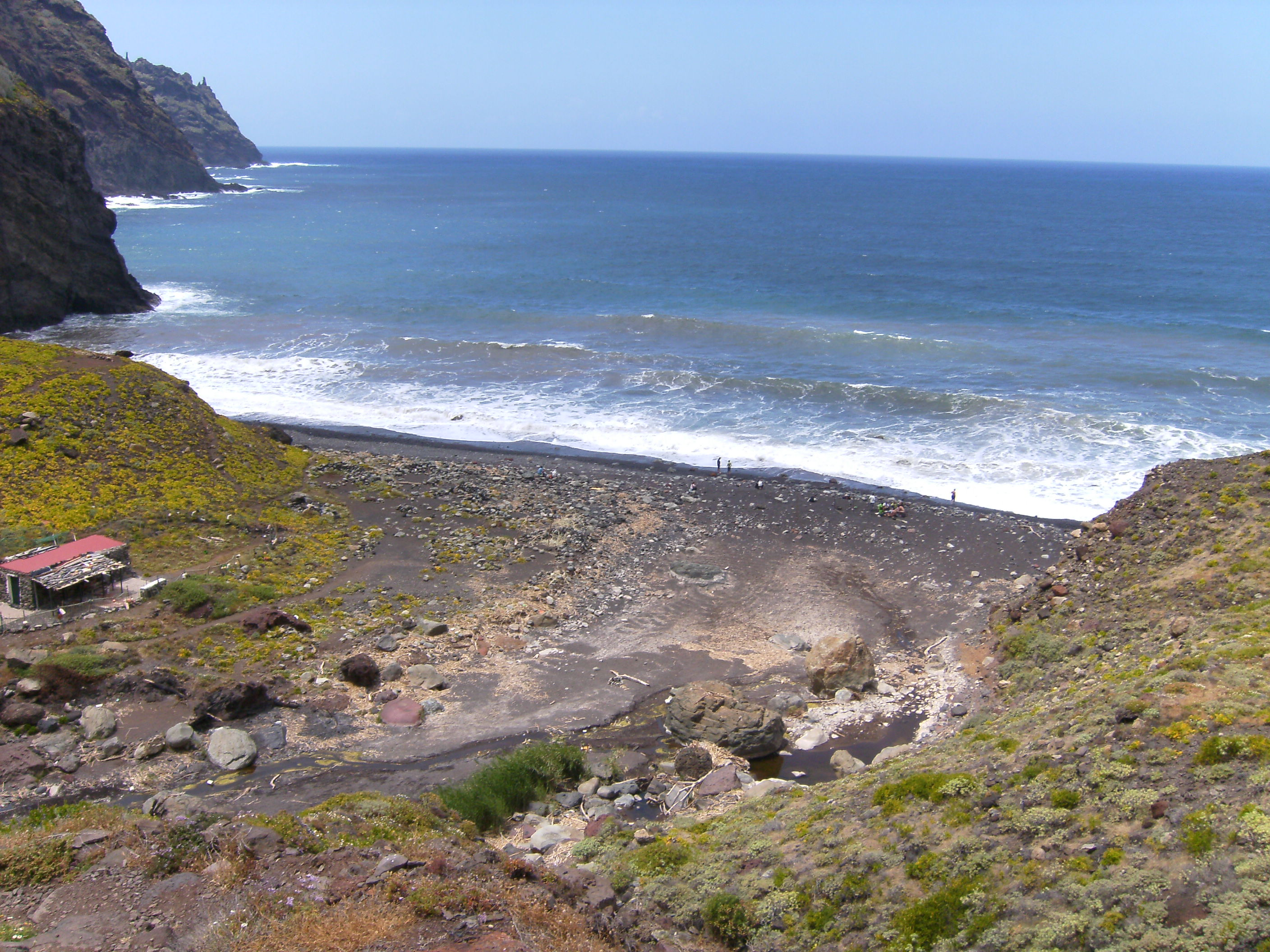
Playa del Tamadiste.
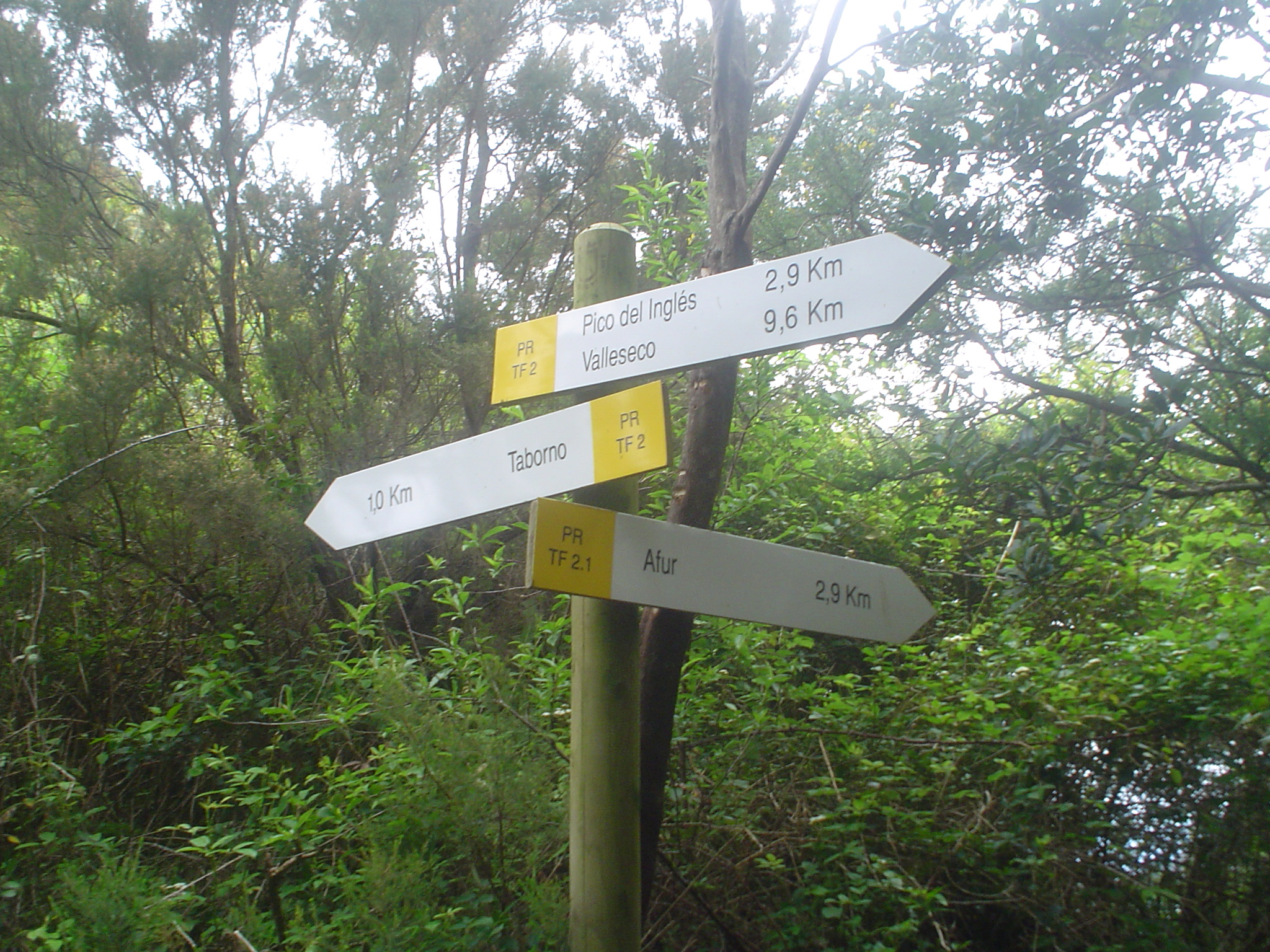
Poste del sendero PR-TF 2.1 camino Afur.
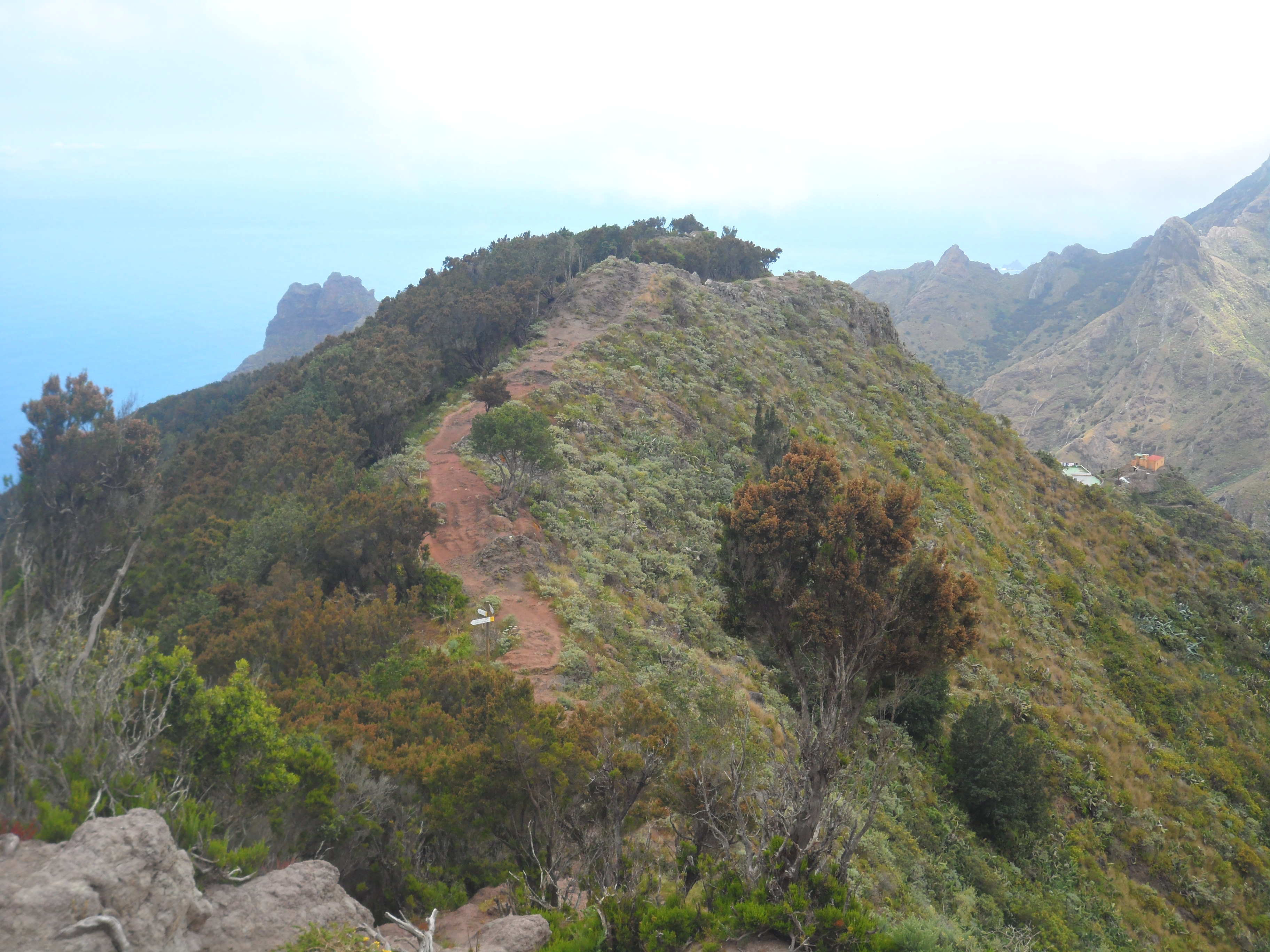
Sendero hacia Afur en lo alto del barranco Guarnada.
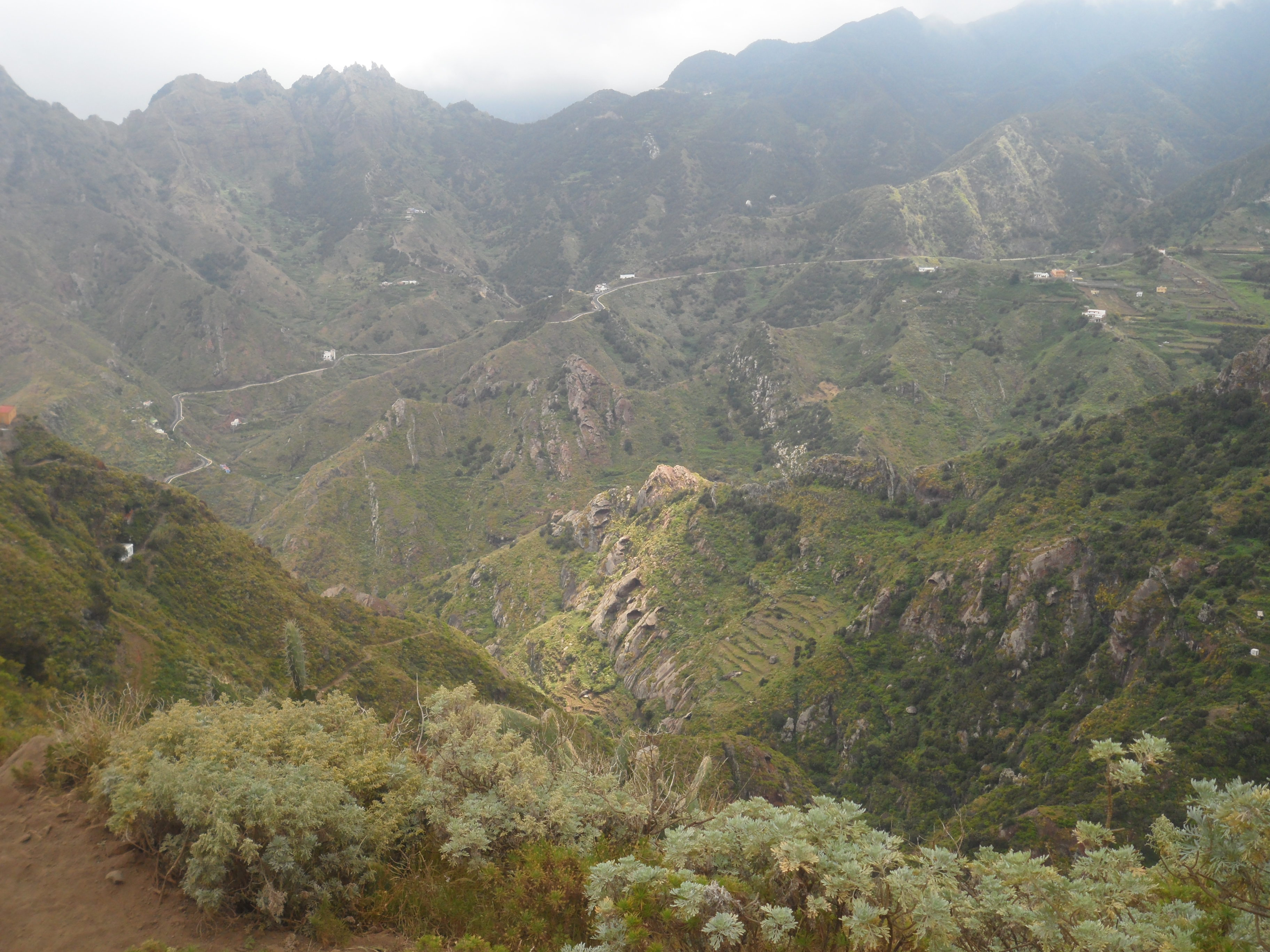
Barranco Guarnada.
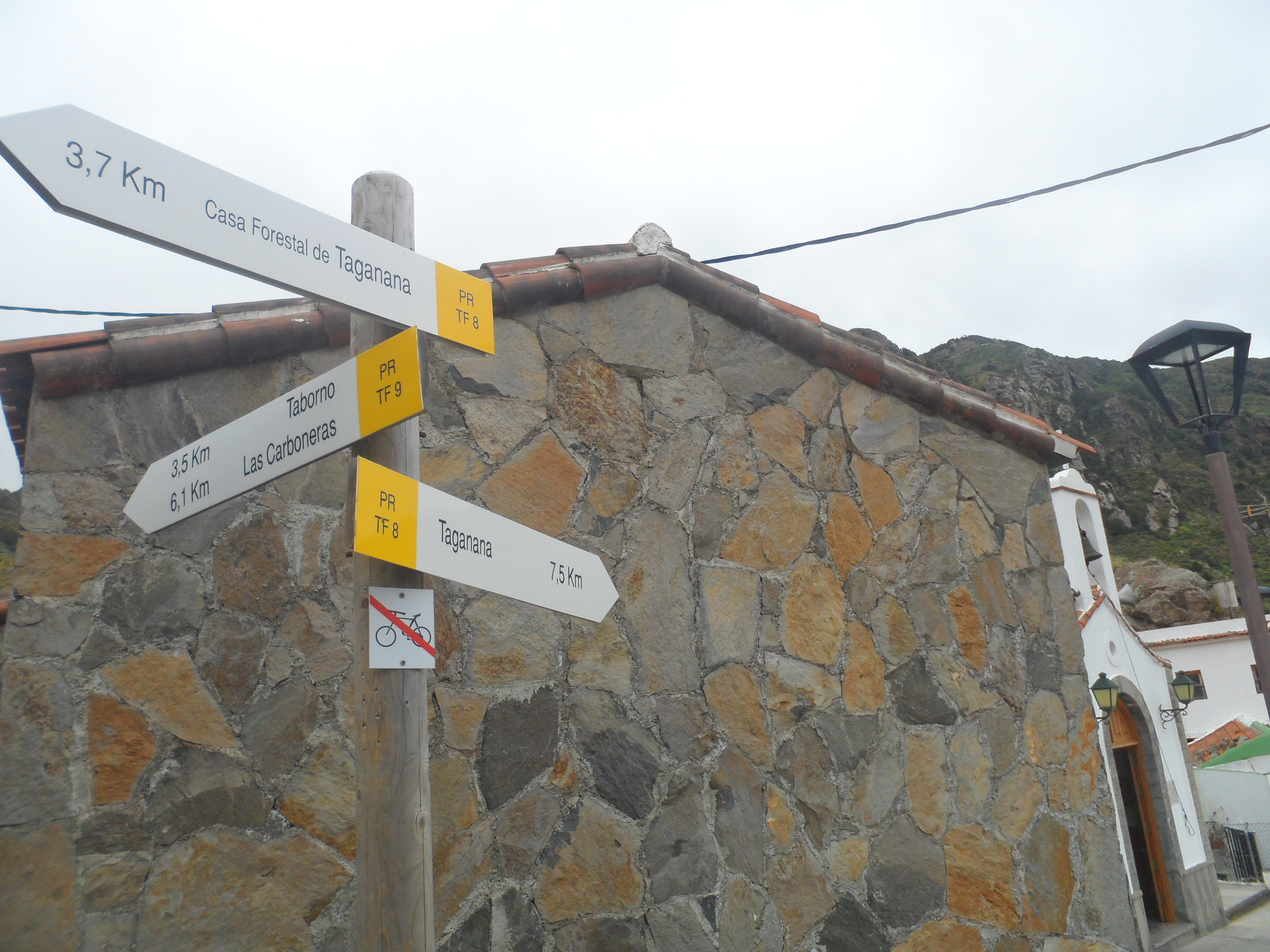
Poste de los senderos PR-TF 8 y PR-TF 9 en la plaza de Afur.
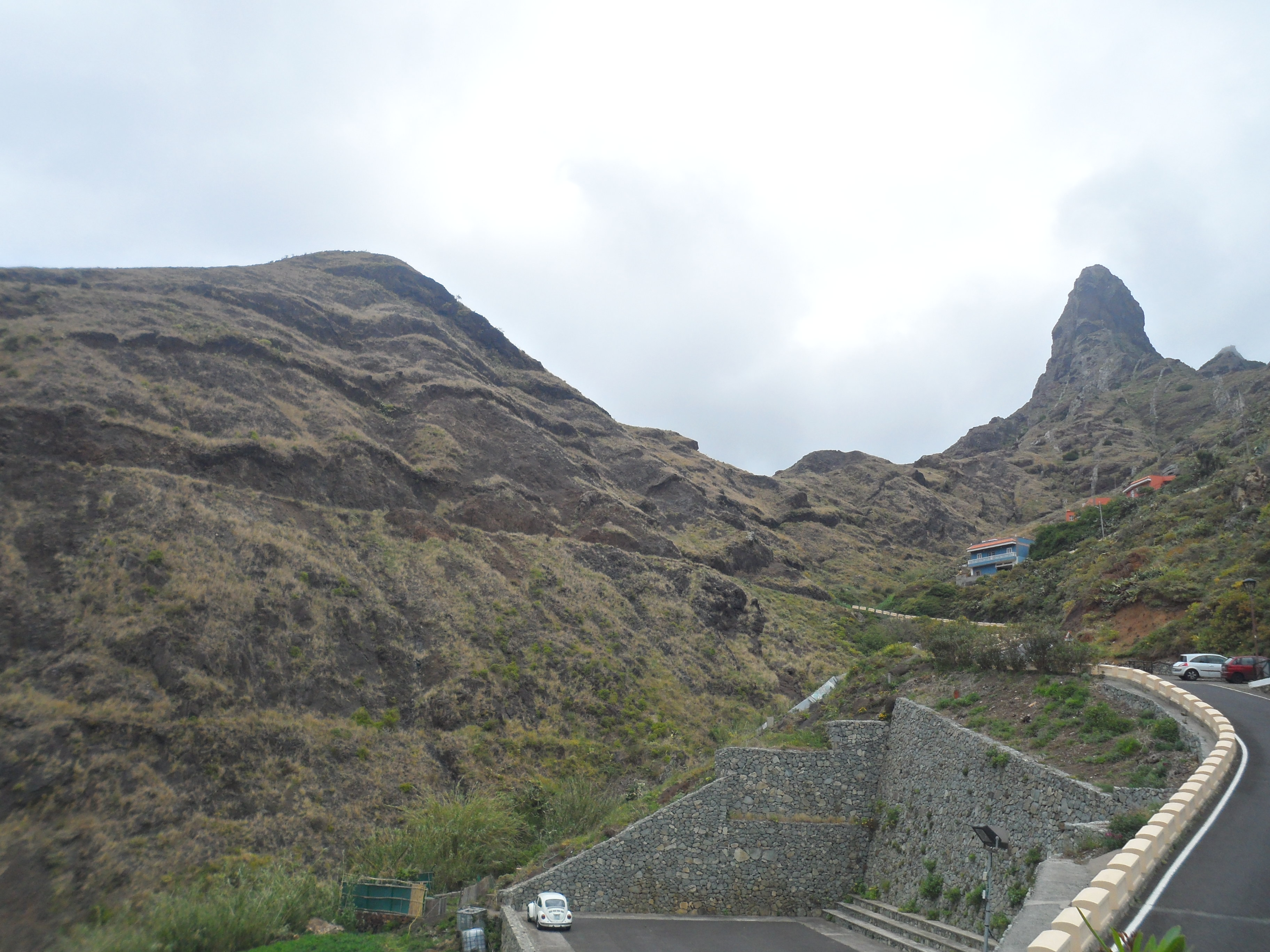
El Roque Pai.
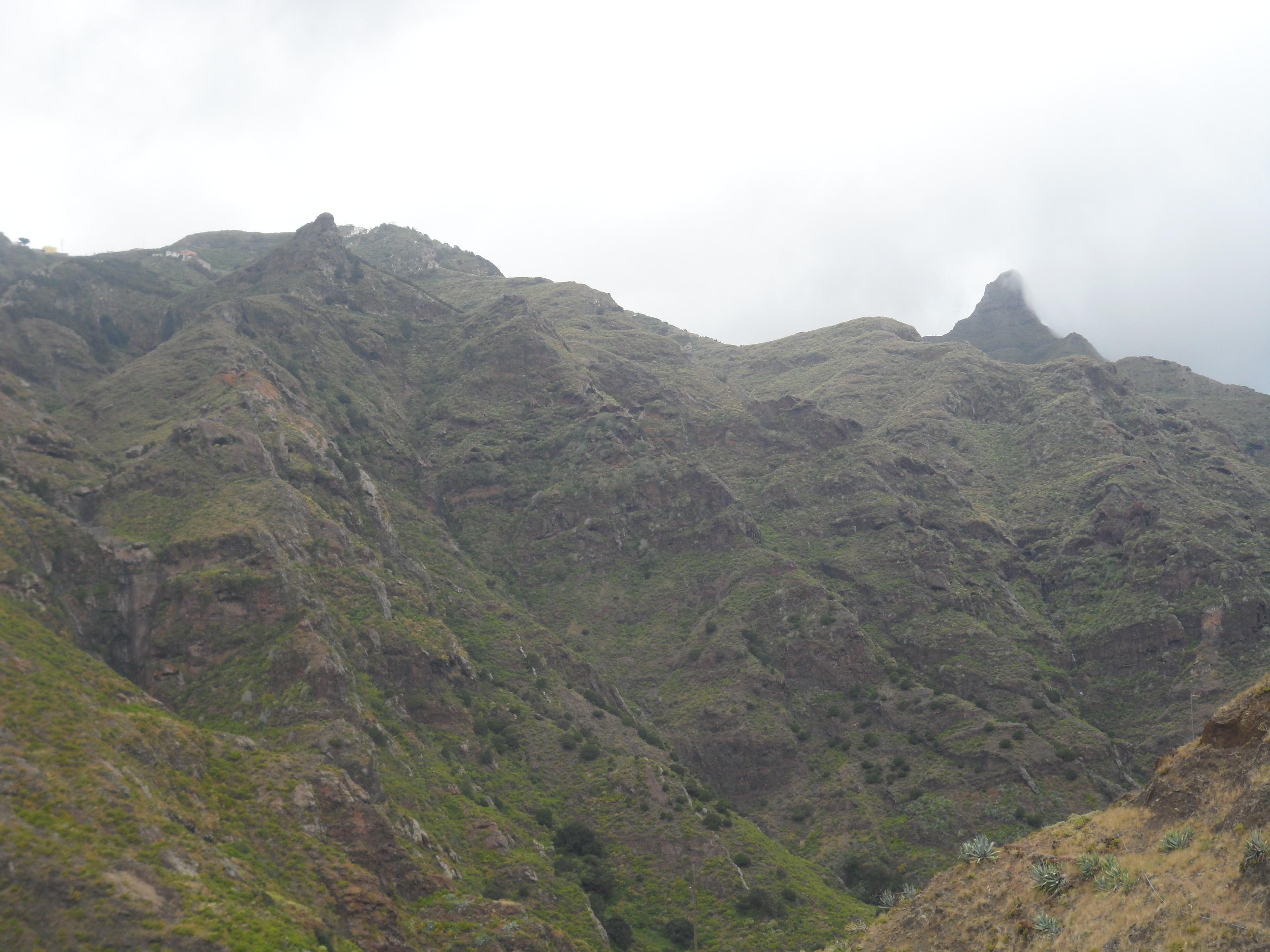
Barranco de Afur.
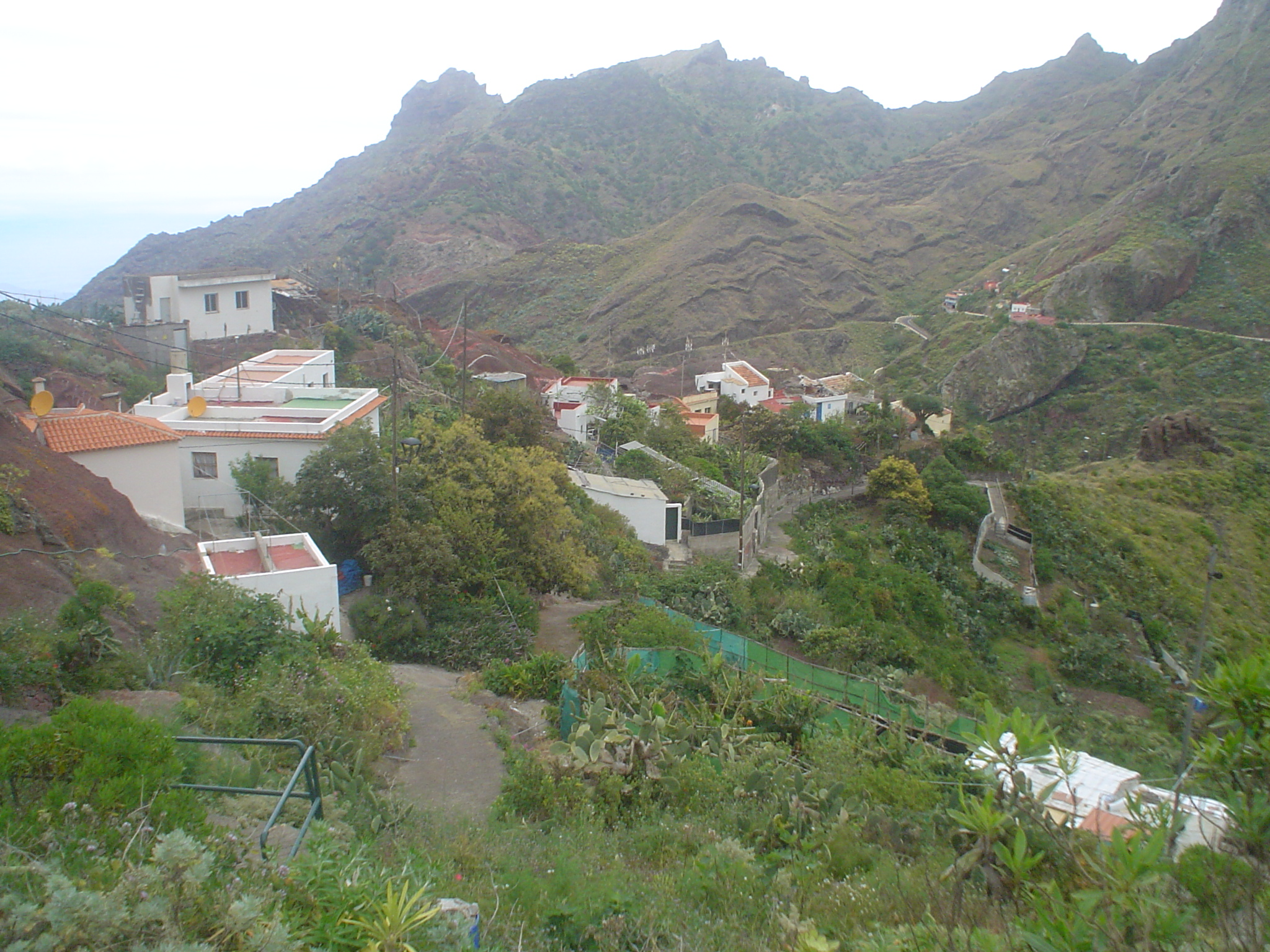
Casas de Afur.